# مدرسة الملك (غوترسلوه)
مدرسة الملك هي مدرسة دولية خاصة تقع في غوترسلوه، ألمانيا.

## الروابط الخارجية
1. ↑  Boarding at King's نسخة محفوظة 27 يناير 2017 على موقع واي باك مشين.

- King's School